# NGC 2804
NGC 2804 é uma galáxia lenticular (S0) localizada na direcção da constelação de Cancer. Possui uma declinação de +20° 11' 54" e uma ascensão recta de 9 horas, 16 minutos e 49,9 segundos.
A galáxia NGC 2804 foi descoberta em 24 de Fevereiro de 1827 por John Herschel.